# Peeira
Peeira, Pijeira (regionalismo de Soajo) ou Fada dos Lobos é o nome que se dá às jovens que se tornam guardadoras ou companheiras de lobos. Elas são a versão humana e feminina do lobisomem e fazem parte das lendas de Portugal e da Galiza. A peeira tem a obrigação de fazer comida para a alcateia, além do dom de comunicar e controlar alcateias de lobos.

## Sobre as Peeiras
As Peeiras são fadas ou espíritos do sexo feminino que são protetoras dos lobos. Habitam as florestas europeias, em especial as florestas e lendas portuguesas. Dizem que uma moça pode se tornar uma peeira ao ser convocada pelo uivo de seu "lobo predestinado", ou então que seriam as sétimas filhas dum casal. Quando uma Peeira com a mudança vai para uma alcateia, pode-se dizer que pode se curar de qualquer ferimento ou doença. O mais provável é que uma Peeira seja simplesmente uma jovem que convive com alcateias, as protege, cuida e até mesmo as controla. Peeira é o ser destinado a servir, ou orientar as criaturas raivosas e de espíritos perturbados que são os lobisomens. Ela seria como uma fonte que traria paz ao espírito perturbado dos lobisomens, acalmando a fera e fazendo-a raciocinar melhor. Uma alcateia que possuir uma peeira é uma alcateia poderosa, pois além do dom de calma ela comunica com os lobos e lobisomens, até mesmo de curá-los. São descritas como amáveis, selvagens e que até mesmo morem em bosques ou florestas, o que pode considerá-las como possíveis Ninfas. Uns dizem, que elas desenvolveram um afeto maior por lobisomens ou lobos, assim, passava a cuidar deles, já outros, afirmam que ela é um espírito duma jovem mulher que, com os seus cães-fantasmas, seduz os homens e os leva para o terror dos seus lobos fantasmas.